# Dismorfofobie
Dismorfofobia este definită ca fiind obsesia sau preocuparea exagerată pentru un defect fizic minor. Persoana afectată arată normal pentru cei din jur, însă nu și în viziunea ei. În literatura de specialitate dismorfofobia se regăsește și sub denumirea de tulburare dismorfică corporală. Este o tulburare de natură psihologică care apare îndeosebi în adolescență și poate avea o evoluție cronică. În majoritatea cazurilor, conștientizarea bolii este absentă și se asociază cu incapacitatea de a funcționa normal din punct de vedere social. Toți cei afectați dezvoltă un delir de referință, se retrag din activitățile sociale, limitează contactul cu alte persoane, considerând că toți le observă defectul comentând la adresa lor, evaluându-i cât mai negativ cu putință. Viziunea deformată asupra corpului lor transformă gândurile în obsesii, iar suferința emoțională este îngrozitoare.
În limba engleză termenul pentru dismorfofobie este „body dysmorphic disorder”. Boala a fost inclusă în DSM (Manualul de Diagnostic și Statistică a Tulburărilor Mentale) în cadrul tulburărilor somatoforme. Este considerată o afecțiune destul de gravă, asociată cu depresie majoră și cu o rată mare de suicid. 
Preocuparea celor afectați vizează, în special, pielea (acnee, cicatrici, riduri etc.), nasul, părul, sânii, buzele, urechile, organele genitale. Incidența bărbați–femei este egală, iar prevalența ar fi cam de 1–2%, ceva mai crescută la adolescenți.

## Etimologie
Cuvântul este de origine greacă și este compus din dys = diform, morphe = aspect exterior, phobios = fobie, așadar frica de diformitate.

## Istoric

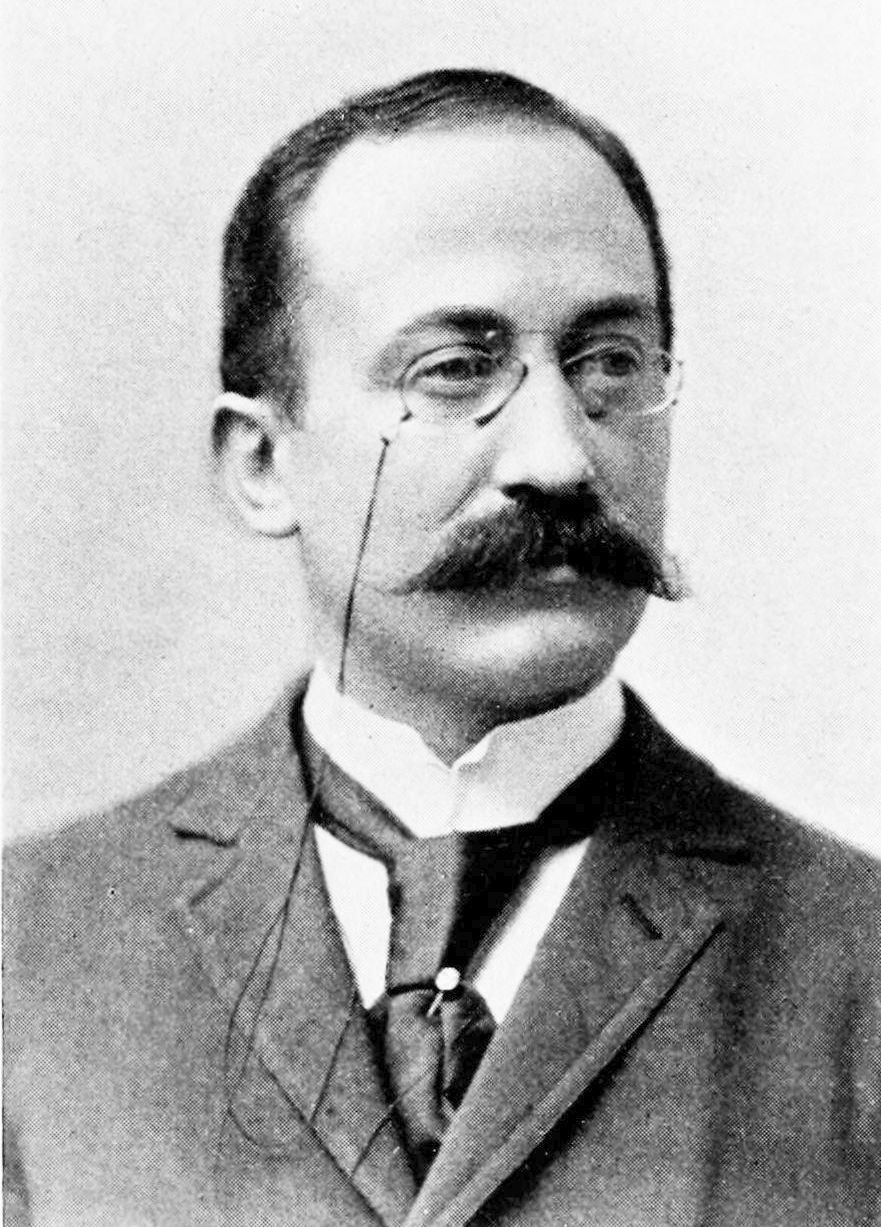
Enrico Morselli (1852–1929)

Termenul de dismorfofobie a fost introdus de Enrico Morselli în 1886 pentru a descrie „o senzație subiectivă de urâțenie sau deficiență psihică, pe care pacienții o percep în comparație cu ceilalți, cu toate că înfățișarea lor este în limite normale”. Ea este inclusă în tulburările conștiinței corporalității și în grupul tulburărilor de somatizare. Cu toate că, într-un sens restrâns, nu există o deficiență psihică în dismorfofobie, acest termen este de asemenea folosit la pacienții care au o urâțenie minimă și o reacție disproporționată la ea.
Termenul de dismorfofobie a fost folosit în sens larg în Europa. Ben-Ami Finkelstein a prezentat pentru prima dată termenul în SUA, dar acesta a fost neglijat până de curând când Nancy Coover Andreasen și Janusz Bardach l-au reintrodus. Pacienții dismorfofobici au fost descriși în această țară (SUA) fără a utiliza acest termen.

## Patogenie și cauze
Factorii care determină tulburarea dismorfică a corpului pot fi psihologici, biologici sau de mediu. Abuzul sau neglijența trebuie luate și ele în considerare. Debutul bolii are loc în perioada adolescentă când se manifestă cel mai intens criticismul față de aspectul propriului corp. Tulburarea dismorfică a corpului afectează în mod egal atât femeile cât și bărbații.

### Factori biochimici/genetici
Dezechilibrele chimice din creier

Formula chimică a serotoninei

Un nivel insuficient de serotonină în creier, unul dintre neurotransmițătorii creierului implicați în durere și afectivitate, poate contribui la această tulburare. Deși un astfel de dezechilibru în creier este inexplicabil, poate fi ereditar. Serotonina este considerată a avea rol în reglarea anxietății, dar și în procesul de somn și memorizare.
Serotonina aparține unei clase de neurotransmițători care transferă semnale chimice între celulele nervoase. La un anumit declanșator, neurotransmițătorul este eliberat în sinapsa neurală și se va lega de receptorul localizat pe celula nervoasă de alături. Se crede că cei care suferă de această boala au receptorii blocați sau alterați, prevenind legarea serotoninei. Această teorie este susținută de faptul că pacienții răspund pozitiv la medicația antidepresivă care generează nivele ridicate de serotonină.
Predispoziția genetică
S-a sugerat că anumite gene pot predispune un individ la dezvoltarea bolii. Această teorie este susținută de faptul că aproximativ 20% dintre bolnavi au cel puțin o rudă de gradul I, cum ar fi un părinte, un frate sau copil care este afectat. Nu este clar însă dacă este genetică sau datorată unor factori de mediu.
Procesarea vizuală
În timp ce unii cred că boala este determinată de percepția distorsionată a imaginii proprii, alții susțin ipoteza că persoanele cu această boala au o problemă în procesarea informațiilor vizuale. Această teorie este susținută de faptul că indivizii care sunt tratați cu inhibitori ai recaptării de serotonină raportează că defectul lor a dispărut, că nu se mai vede. Totuși, acest fapt se poate datora unei coincidențe în percepția individului, mai degrabă decât procesării vizuale.
Tulburarea obsesiv-compulsivă
Tulburarea dismorfică apare frecvent alături de tulburarea compulsiv-obsesivă în care pacientul incontrolabil practică ritualuri de comportament anormale. Un istoric de predispoziție genetică pentru tulburarea compulsiv-obsesivă fac oamenii mai susceptibili de a dezvolta sindromul dismorfic.
Anxietatea generală
Sindromul dismorfic poate coexista cu anxietatea generalizată. Această condiție implică îngrijorarea extremă care tulbură viața de zi cu zi a pacientului, cauzând anxietate exagerată și nerealistică asupra circumstanțelor vieții, cum este perceperea unui defect în sindromul dismorfic.

### Factori psihologici
Criticismul
S-a sugerat că criticismul față de aspectul fizic poate juca un rol semnificativ în debutul bolii. Deși este improbabil ca boala să fie cauzată de criticism, acesta poate acționa ca un factor declanșator la indivizii care sunt expuși la abuz în copilărie, tortură psihologică. Aproximativ 60% dintre bolnavi raportează tachinare în perioada copilăriei.
Stilul parental
Similar tachinării, stilul parental poate contribui la debutul bolii. De exemplu, părinții care pun un preț mare pe aspectul fizic sau care arată nepăsare totală față de acesta pot acționa ca declanșatori la persoanele predispuse genetic.

### Factori externi
Media

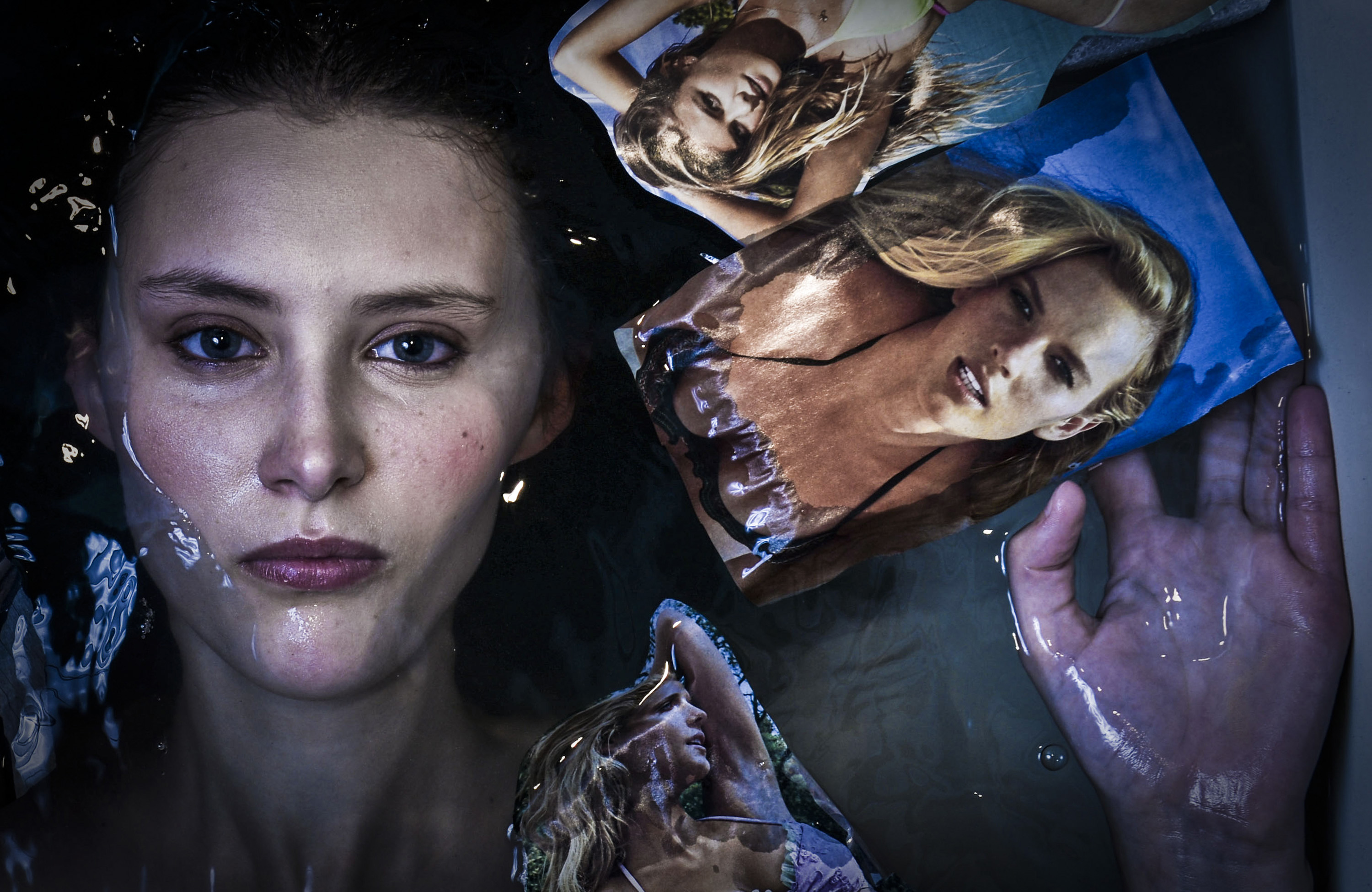
De la vârste fragede, reclamele și show-urile de televiziune promovează modele aproape imposibil de atins ale perfecțiunii feminine. Lupta pentru a satisface standardele de frumusețe stabilite de media poate deveni o obsesie pentru femei și fete deopotrivă.

S-a presupus că presiunea media poate contribui la debutul bolii (de exemplu modelele din modă și necesitatea de frumusețe estetică). Totuși, boala apare la toți pacienții în toate părțile lumii, incluzând zonele izolate unde accesul la media este limitat. Presiunea media este astfel o cauză improbabilă a bolii, deși poate acționa ca declanșator la cei deja predispuși genetic sau poate agrava simptomele.

### Personalitatea
Anumite modele de personalitate pot face unele persoane mai susceptibile de a dezvolta boala. Personalitățile propuse drept factori declanșatori cuprind:
- perfecționistul, nevroticul;
- introvertitul, sensibilul la critici;
- personalitatea evitantă;
- personalitatea schizoidă.

## Simptome
Principalele simptome ale acestei afecțiuni sunt anxietatea, atacurile de panică, diminuarea stimei de sine, sentimente de rușine. Gândurile obsesive legate de un aspect al corpului perceput ca fiind diform, abuzul de alcool sau droguri sunt întâlnite în cadrul dismorfofobiei. Scăderea performanței academice, dar și comportamentul repetitiv de tipul verificării corpului în oglindă pot fi semne ale dismorfofobiei. Unii pacienți pot prezenta fobie socială, izolare socială și familială, o dietă și program fizic excesiv, autovătămare, dar și obsesia pentru chirurgia plastică sau proceduri dermatologice care nu au însă rezultatele scontate.
Cei afectați au impresia că înfățișarea corporală prezintă o diformitate care nu poate fi observată de restul. Ca urmare a fricii de care suferă cei afectați, un pacient își petrece circa o oră pe zi verificând defectul de care are impresia că suferă. 35% dintre cei afectați petrec circa opt ore pe zi gândindu-se la diformitatea închipuită. Se controlează mereu în oglindă, au impresia că sunt urmăriți constant și sunt mereu îngrijorați de modul în care sunt receptați de cei din jur sau de ce sunt ei singurii care suferă de diformitatea respectivă. Întreaga rutină se concentrează în jurul aspectului pe care îl consideră diform, iar comportamentul obsesiv iese în cele din urmă la iveală.
Persoanele care suferă de dismorfofobie se consideră foarte neatractivi, chiar respingători. Cheful de viață dispare încet, lăsând locul altor temeri, cum ar fi cea de a intra într-o relație. Pacienții ajung să sufere de depresie, nu mai au curaj să iasă din casă și se retrag din viața socială. Pentru celelalte persoane, aceste comportamente sunt inexplicabile deoarece nu cunosc motivele care se ascund în spatele acestora.
Adesea pacienții cu dismorfofobie dezvoltă depresie majoră și ajung la tentative de suicid.
Cele mai frecvente zone de interes pentru persoanele care suferă de tulburare dismorfică a corpului includ: 
- imperfecțiuni ale pielii – riduri, cicatrici, acnee, pete și linii faciale, vergeturi, paloarea pielii, subțierea firului de păr, păr excesiv pe corp, nas mare sau nas coroiat;
- imperfecțiuni ale părului – capul, păr corporal sau chiar absența părului;
- trăsături faciale – foarte des este vorba despre nas dar ar putea fi implicată orice formă și dimensiune a corpului;
- greutate corporală – poate fi prezentă obsesia legată de greutatea corporală sau tonusul muscular.

Alte zone de interes includ mărimea penisului, mușchii, sânii, coapsele, fesele și prezența anumitor mirosuri ale corpului.

## Diagnostic
Pentru diagnosticarea tulburării dismorfice a corpului se realizează un chestionar multidimensional care să scoată la iveală relația pacientului cu propriul său corp. Totodată, se face o evaluare și a statusului mental al pacientului.
Diagnosticul este diferențial în funcție de prezența și altor tulburări psihice de tipul anorexiei nervoase, depresiei, tulburării obsesiv-compulsive, tulburărilor de identitate sexuală sau personalitatea narcisistică.

## Tratament
Deși tulburarea este de natură psihologică, majoritatea pacienților refuză tratamentul psihologic, considerând că problema este de fapt una de natură fizică. Din acest motiv mulți recurg la operații estetice. Însă de cele mai multe ori intervenția chirurgicală nu duce la îmbunătățirea simptomelor dismorfofobiei, persoana continuând să perceapă defecte (aceleași sau altele) și să simtă anxietate și jenă.
Recomandarea generală este ca tratamentul să includă atât intervenția cognitiv-comportamentală, cât și medicație pentru rezultate optime, însă se poate începe cu psihoterapia și pe măsura progresului se poate lua decizia de a adăuga sau nu tratamentul medicamentos. Psihoterapia poate dura mai multe luni. Tratamentul medicamentos poate fi de lungă durată deoarece există riscul revenirii simptomelor dacă acesta este terminat.
Terapia cognitiv-comportamentală presupune disputarea convingerilor eronate (fericirea derivă din aspectul fizic, perfecțiunea fizică este un obiectiv necesar și realizabil în viață, sunt de neiubit) și schimbare comportamentală prin expunerea la situațiile evitate (mers la cumpărături la ore de vârf, implicarea în activități sociale) și eliminarea comportamentelor de siguranță (uitatul frecvent în oglindă, camuflarea prin utilizarea machiajului, șepcilor, ochelarilor de soare sau a hainelor largi).
Familia și prietenii apropiați pot fi educați pentru a nu întări comportamentele disfuncționale ale persoanei afectate.